# Diazona tenera
Diazona tenera är en sjöpungsart som beskrevs av Monniot 1996. Diazona tenera ingår i släktet Diazona och familjen Diazonidae. Inga underarter finns listade i Catalogue of Life.